# Gösta Alfvén
Rolf Gösta Johannes Alfvén, född 17 november 1941 i Engelbrekts församling i Stockholm, är en svensk läkare.
Gösta Alfvén är son till fysikern, professor Hannes Alfvén och Kerstin Erikson samt bror till Inger Alfvén. Han är också sonson till Johannes Alfvén och Anna-Clara Romanus-Alfvén samt brorsons son till Hugo Alfvén. 
Efter gymnasiet läste Alfvén medicin, fick sin läkarlegitimation 1970, blev senare barnläkare, medicine doktor 1993 och docent 2007. Han har forskat om barns smärtor och är författare till flera böcker i medicin, däribland Barn och psykosomatik i teori och klinik (2006) och Stora boken om sjuka barn (tillsammans med Maria Fröjdh 2009).
Gösta Alfvén var från 1969 gift med psykologen Malin Alfvén (1947–2019). Bland barnen märks skådespelaren Johannes Alfvén (född 1979).